# Heteragrion cinnamomeum
Heteragrion cinnamomeum – gatunek ważki z rodziny Heteragrionidae.